# Даниловка (Абдулинський міський округ)
Дани́ловка (рос. Даниловка) — селище у складі Абдулинського міського округу Оренбурзької області, Росія.

## Населення
Населення — 3 особи (2010; 2 у 2002).
Національний склад (станом на 2002 рік):
- чуваші — 100 %